# Heikki Sammallahti
Heikki Albert Sammallahti, född 20 januari 1886, död 17 oktober 1954, var en finländsk gymnast.
Sammallahti tävlade för Finland vid olympiska sommarspelen 1912 i Stockholm, där han var med och tog silver i lagtävlingen i fritt system. 